# 2022年波士頓線上影評人協會獎
第11屆波士頓在線影評人協會獎（英語：The 11st Boston Online Film Critics Association Awards）旨在表揚2022年優秀的電影作品，於2022年12月17日宣布得獎名單。

## 得獎名單

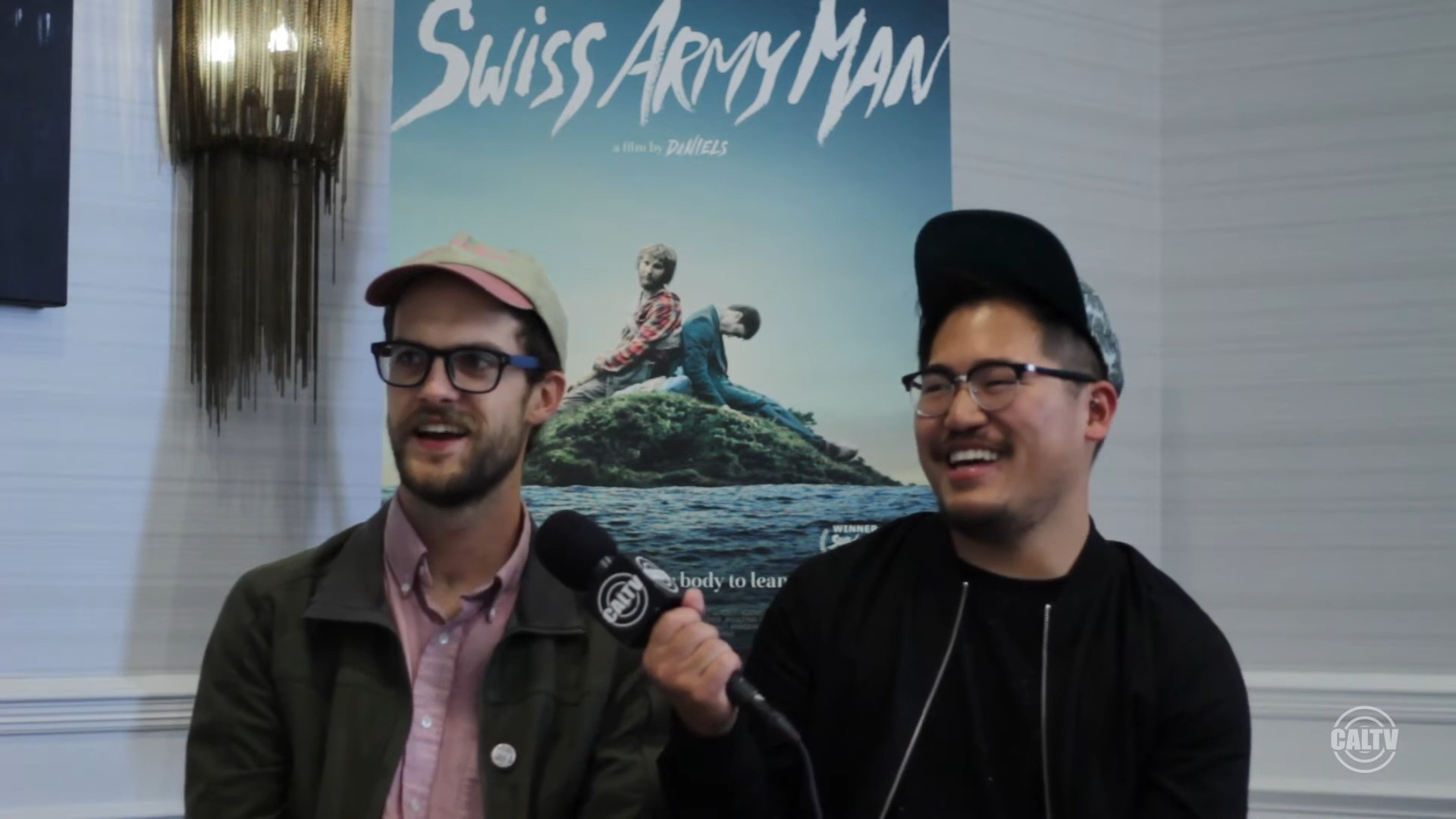
最佳導演：丹尼爾·舒奈特、關家永

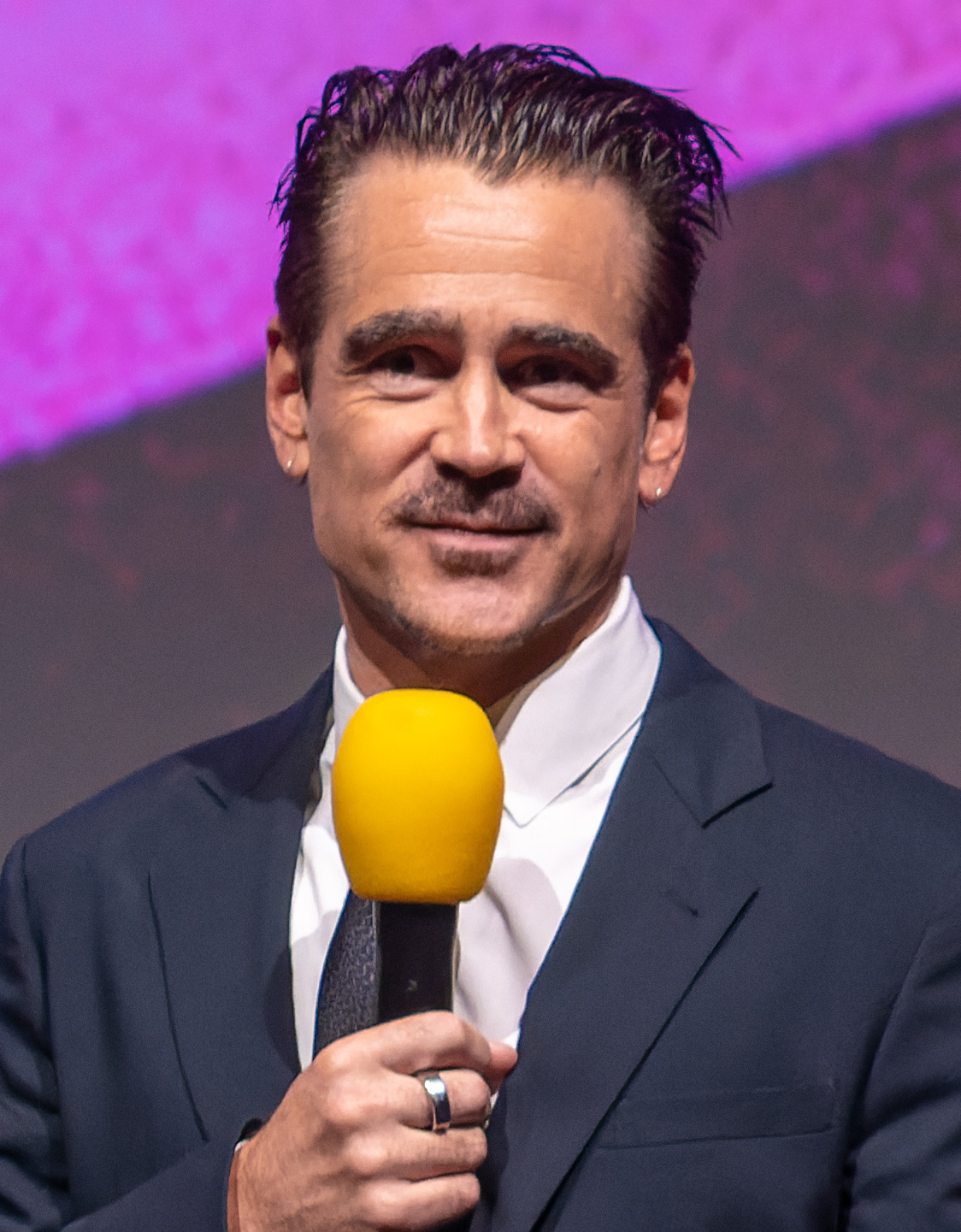
最佳男主角：科林·法雷尔

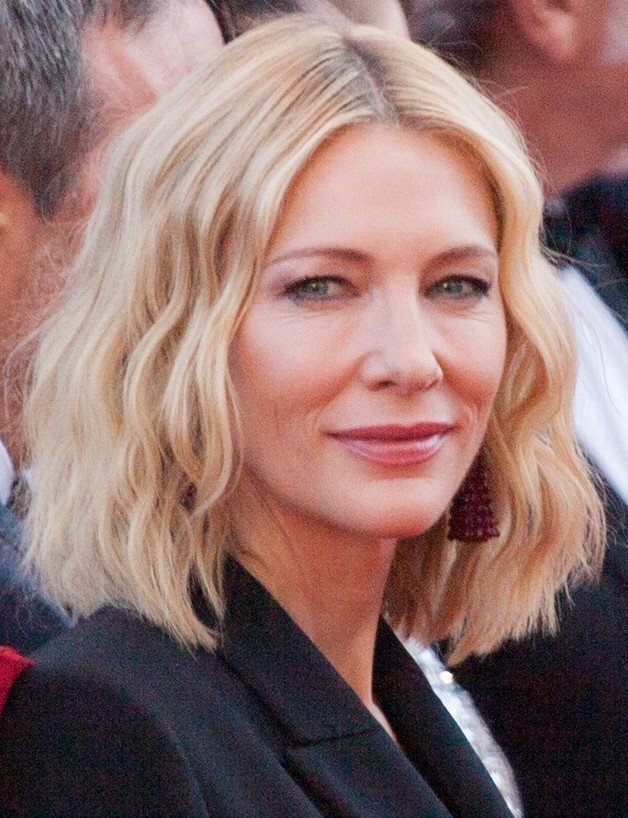
最佳女主角：凯特·布兰切特

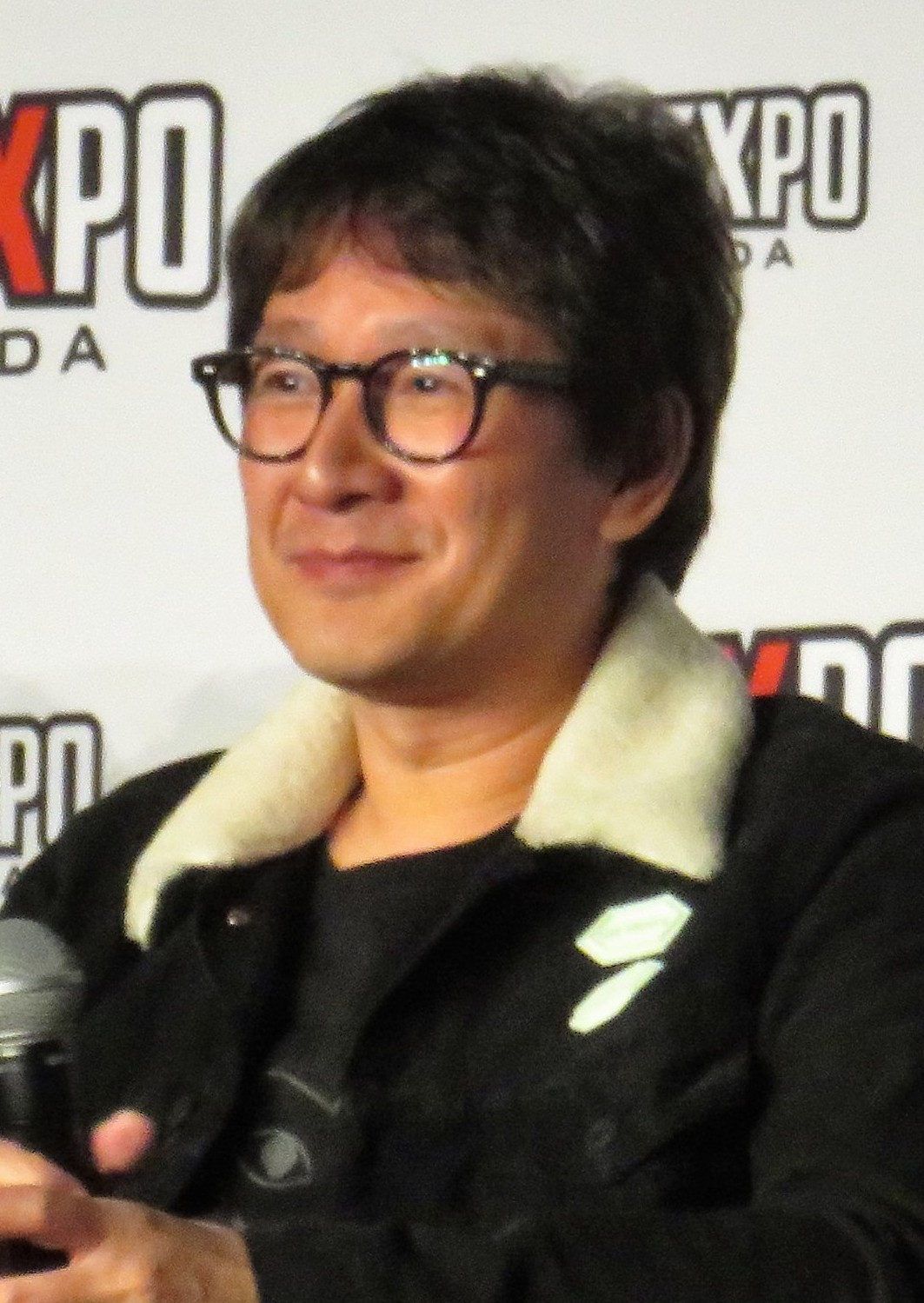
最佳男配角：關繼威

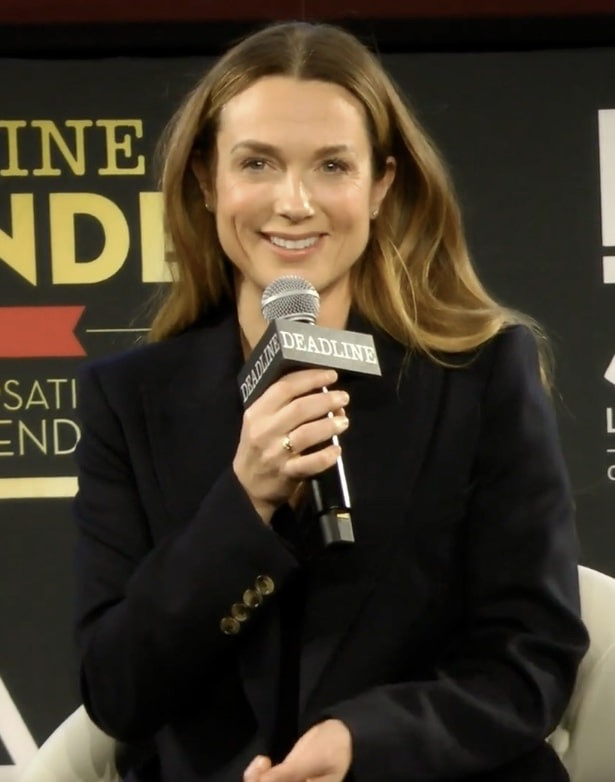
最佳女配角：凯瑞·康顿

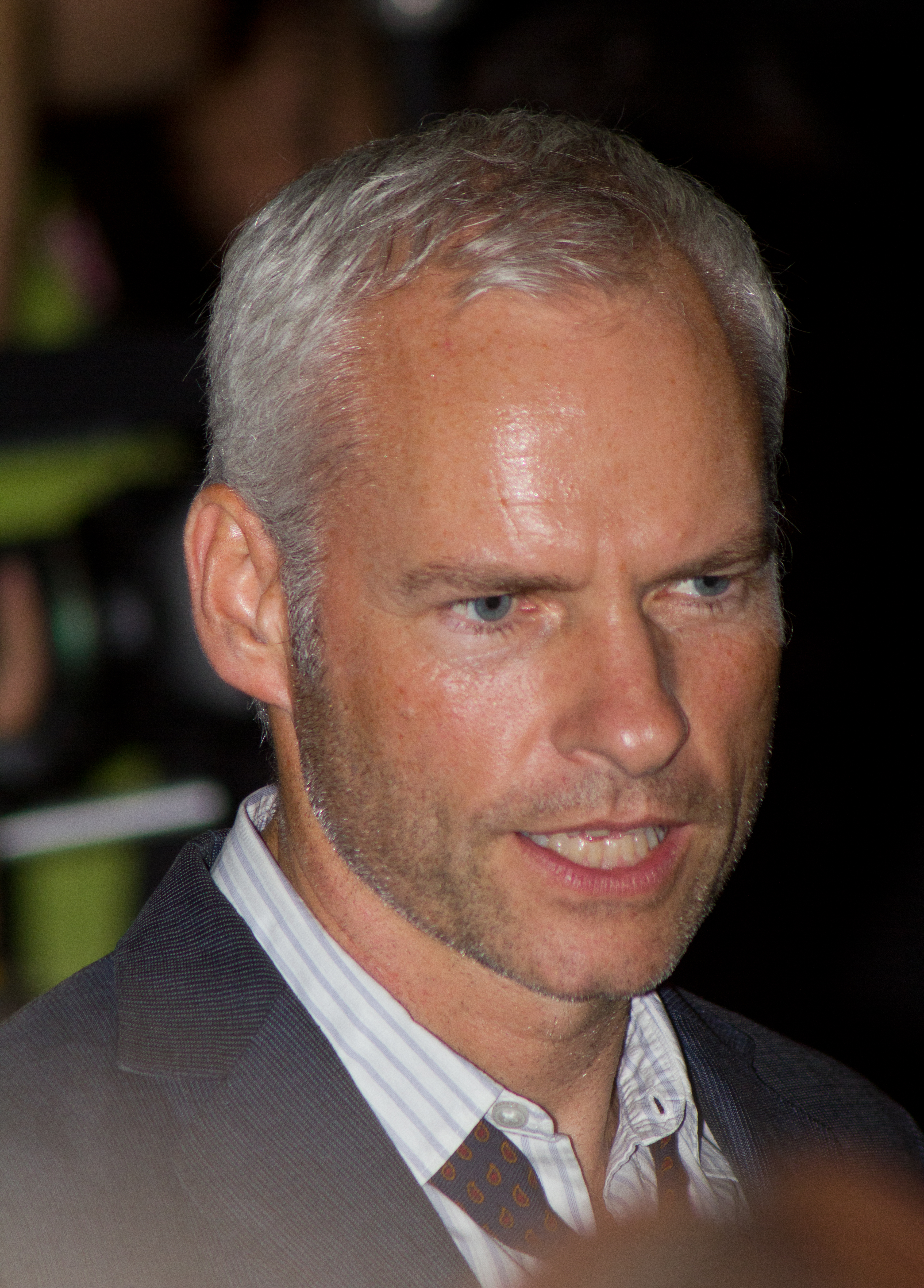
最佳劇本：馬丁·麥多納

- 最佳影片

《伊尼舍林的女妖》
- 最佳導演

《媽的多重宇宙》關家永、丹尼爾·舒奈特
- 最佳男主角

《伊尼舍林的女妖》科林·法雷尔
- 最佳女主角

《TÁR塔爾》凯特·布兰切特
- 最佳男配角

《媽的多重宇宙》關繼威
- 最佳女配角

《伊尼舍林的女妖》凯瑞·康顿
- 最佳劇本

《伊尼舍林的女妖》馬丁·麥多納
- 最佳整體演出

《鋒迴路轉：抽絲剝繭》
- 最佳配樂

《巴比倫》賈斯汀·赫維玆
- 最佳攝影

《捍衛戰士：獨行俠》克勞迪奧·米蘭達
- 最佳剪輯

《媽的多重宇宙》保羅·羅傑斯（Paul Rogers）
- 最佳紀錄片

《美人们与流血事件》
- 最佳國際電影

《分手的決心》
- 最佳動畫片

《吉勒摩·戴托羅之皮諾丘》
- 年度十大電影

1. 《伊尼舍林的女妖》
2. 《媽的多重宇宙》
3. 《法貝爾曼》
4. 《日麗》
5. 《TÁR塔爾》
6. 《捍衛戰士：獨行俠》
7. 《分手的決心》
8. 《不！》
9. 《未来罪行》
10. 《鋒迴路轉：抽絲剝繭》

## 外部連結
- 官方网站（英文）